# Alexandra Wejchert
Alexandra Wejchert (16 octobre 1921 - 24 octobre 1995) est une sculptrice polono-irlandaise connue pour son utilisation du plexiglas, de l'acier inoxydable, du bronze et des couleurs néon.

## Jeunesse
Alexandra Wejchert est née à Cracovie en Pologne, le 16 octobre 1921. Son père est Tedeusz Wejchert, directeur d'une entreprise de transport maritime à Gdansk. Elle entre à l'Université de Varsovie pour étudier l'architecture en 1939 et est témoin de l'invasion allemande de la Pologne pendant la Seconde Guerre mondiale. Diplômée en 1949, elle travaille comme urbaniste et architecte à Varsovie, où elle est diplômée de l'Académie des Beaux-Arts en 1956 avant de déménager en Italie.

## Carrière

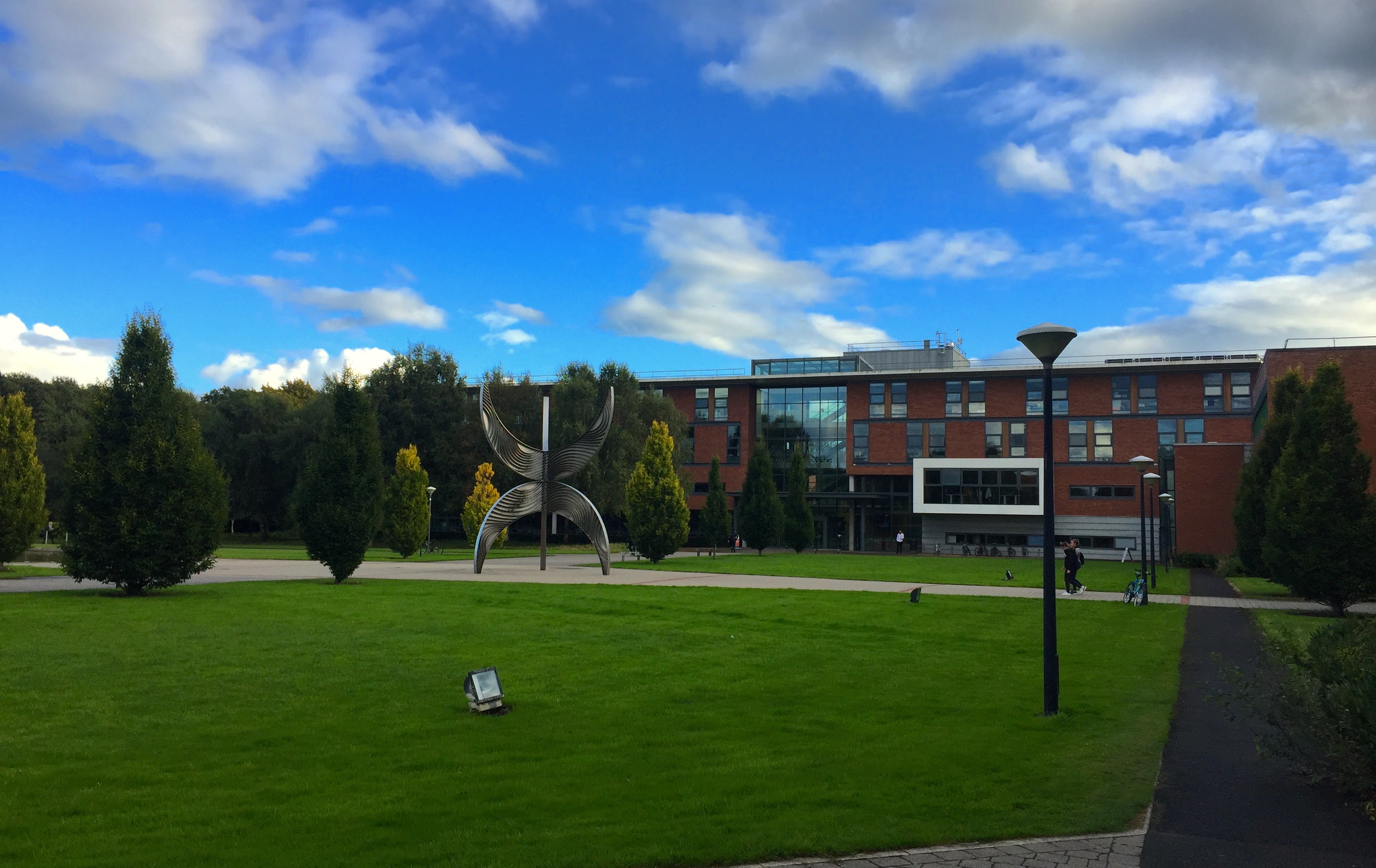
Geometric form de Wejchert à l'Université de Limerick

Wejchert organise sa première exposition solo en 1959 à la Galeria dell' Obelisco à Rome. Elle revient ensuite à Varsovie où elle figure dans l'exposition du Musée national "Quinze ans d'art polonais" en 1961. À cette époque, elle travaille toujours comme architecte, mais ne soutient pas le réalisme social de l'architecture soviétique. Cela la conduit à décider de se concentrer uniquement sur l'art à partir de 1963. Elle quitte la Pologne communiste en 1964, lorsqu'elle accompagne son jeune frère, l'architecte Andrej Wejchert, et son épouse Danuta lorsqu'ils déménagent à Dublin en Irlande,.
Elle organise sa première exposition personnelle à Dublin en novembre 1966 avec une exposition de 30 peintures à la Molesworth Gallery. En 1967, elle expose Blue relief à la Irish Exhibition of Living Art. C'est un relief mural de « peintures sculptées » qui est précurseur de sa sculpture autonome plus tard. Wejchert remporte le prix Carroll Open de 300 £ à l'Exposition irlandaise d'art vivant de 1968 avec Frequency No. 5. Toujours en 1968, elle a une exposition personnelle à la Galerie Lamert à Paris, où elle devient une exposante régulière. Pendant cette période, son travail est utilisé comme cadre pour un concert de musique électronique où la critique Dorothy Walker note que ses créations ont une qualité rythmique. À partir des années 1970, Wejchert remporte plusieurs commandes d'art public, à commencer par le relief mural en bois et acrylique de 1971 dans le bâtiment des arts de l'University College Dublin. La même année, la Bank of Ireland achète Blue form 1971 puis Flowing relief en 1972. Son triptyque de 1971, Life, a été commandé pour le siège d'Irish Life à Abbey Street. La Lombard and Ulster Bank à Dublin commande untitled en 1980 et AIB achète Freedom en 1985 pour sa succursale de Ballbridge.
Sa proposition avec une image de mains tendant vers une colombe avec un rameau d'olivier remporte le concours de 1975 pour un timbre marquant l'Année internationale de la femme,.
Wejchert devient citoyenne irlandaise en 1979, membre d'Aosdána en 1981 et membre de la Royal Hibernian Academy (RHA) en 1995. Elle gagne une reconnaissance internationale lorsqu'elle est la seule personne irlandaise incluse dans l'ouvrage Public Art: New Directions de Louis Redstone en 1981. Elle expose à la galerie Solomon à partir de 1989 à plusieurs reprises, dont une exposition personnelle en 1992. Un certain nombre de ses pièces les plus importantes ont été pour les universités irlandaises, comme Geometric form à l'université de Limerick et Flame à l'University College Cork en 1995, sa dernière œuvre.
Elle meurt de façon soudaine à son domicile de Tivoli Road à Dún Laoghaire le 24 octobre 1995. Elle a un fils, Jacob. La RHA organise une exposition posthume de son travail en 1995. Wejchert aurait influencé la jeune génération de sculpteurs irlandais, dont Vivienne Roche, Eilis O'Connell et Michael Warren. Flame est sélectionnée pour faire partie de l'exposition Irish Artists 'Century à la RHA en 2000.